# 이종순 (1906년)
이종순(李鍾諄, 1906년 1월 27일 ~ 1998년 8월 27일)은 대한민국의 정치인이다. 제6대 국회의원을 지냈다, 부산광역시 출신이다.

## 학력
- 좌하고등학교 이과 졸업
- 규슈 대학교 농학과 졸업

## 경력
- 천광농약사부사장
- 조선총독부농림국식량조사과 근무
- 미군정청농림부농업경제국 근무
- 대한발효공업주식회사 근무
- 동아대학교 교수
- 동아대학교 농과대학장
- 민주공화당 부산 제4지구당 위원장
- 민주공화당 중앙상임위원

## 역대 선거 결과
|  | 4.10% |

|  | 17.33% |

|  | 35.63% |

|  | 36.11% |

|  | 4.38% |